# Torres del Carrizal
Torres del Carrizal es un municipio español de la provincia de Zamora, en la comunidad autónoma de Castilla y León.

## Localización
Su término se encuentra enclavado en la comarca de la Tierra del Pan, a unos 15 km de Zamora, la capital provincial, y 40 km de Toro.

## Historia
Los primeros vestigios de asentamientos humanos se hallan en el cercano yacimiento del Teso de la Mora, donde las excavaciones arqueológicas y los hallazgos asociados a ellas pueden confirmar que estuvo ocupado en la Primera Edad del Hierro y que en él hubo un poblado que lo ocupó hasta la época final de las Guerras Cántabras. Además, en él se hallaron dos aljibes de cronología romana que son anteriores al siglo I, ya que con posterioridad fue abandonado.
Ya en la Edad Media, con el proceso repoblador emprendido por los reyes de León nacerá Torres del Carrizal. En este sentido, los mozárabes llegados del sur colaboraron en la repoblación medieval de estas tierras como en Toldanos (repoblado con mozárabes oriundos de Toledo). Los descendientes de aquellos repobladores realizaron donaciones a favor del Cabildo de la catedral, quien mantuvo una influencia permanente en Torres del Carrizal y sus despoblados, interesándose en el río Salado para establecer molinos. Así, en 1150 recibió la donación de San Mamed, en 1157 los derechos sobre la iglesia de Torres, y en 1168 sobre el templo de Toldanos.
Varias instituciones eclesiásticas mantuvieron un importante patrimonio agrario en Torres del Carrizal, como los conventos de Santa Marina, San Pablo o Dueñas, así como la parroquia y las cofradías locales, que además poseían bienes singulares como la fragua del Santísimo, el tejar de Santa Cruz o la posada de las Ánimas. Entre los ricos hacendados seglares sobresalían el Mayorazgo de Miguel Trejo y el Señor de Arquillinos.
A mediados del siglo XVIII, cuando ya estaban despoblados Toldanos y San Mamed, se contabilizaban en Torres 52 vecinos, de los que 22 eran labradores y, al finalizar esta centuria, funcionaba una Fábrica de Salitre de buena calidad.
Ya en el siglo XIX, al crearse las actuales provincias en la división provincial de 1833, Torres del Carrizal quedó encuadrado en la provincia de Zamora, dentro de la Región Leonesa, la cual, como todas las regiones españolas de la época, carecía de competencias administrativas. Hasta la reforma de la nomenclatura municipal de 1916 el municipio se llamaba simplemente Torres. En dicha fecha su nombre fue modificado por el de Torres de Carrizal. Tras la constitución de 1978, este municipio pasó a formar parte en 1983 de la comunidad autónoma de Castilla y León, en tanto que pertenecían a la provincia de Zamora.

## Geografía humana

### Demografía
Cuenta con una población de 407 habitantes (INE 2024).
| Gráfica de evolución demográfica de Torres del Carrizal entre 1842 y 2021 |
| |
| Población de derecho según los censos de población del INE Población de hecho según los censos de población del INEEn estos censos se denominaba Torres: 1842, 1857, 1860, 1877, 1887, 1897, 1900 y 1910 |

## Patrimonio
- La iglesia de Nuestra Señora de la Asunción cuenta con un retablo mayor de Juan Ruiz de Zumeta, culminado por Antonio López en el primer tercio del siglo XVII, presidido por una talla policromada de la Asunción de la Virgen del siglo XVI.
- Esculturas etnográficas de Mariano Fernández Prieto, una parte de ellas dispersas por el pueblo y otras recogidas en el museo, en ellas se recogen estampas que narran la vida rural.

## Fiestas
- La fiesta principal es la de San Antón (17 de enero) con su correspondiente bendición de animales y de roscas de pan que se subastan, completándose el día con las carreras de cintas de los quintos.
- Domingo del Señor: domingo que sigue al Corpus Cristi. Celebrada y amenizada por la cofradía que lleva el mismo nombre.
- Semana cultural de final de verano, donde se realizan actos culturales y actividades participativas divertidas.